# Hazai Fésüsfonó és Szövőgyár
A Hazai Fésüsfonó és Szövőgyár (rövidített nevén HFSZ) a 20. századi Magyarország egyik legjelentősebb gyapjúipari textilgyára volt.

## Elhelyezkedése
A gyár a korábbi alapítású Fegyver- és Gázkészülékgyár déli részén, a Soroksári út – Szabadkai út – Gubacsi út által határolt területen helyezkedik el (Soroksári út 164. szám).

## Történet
A vállalatot egy cégcsoportból alakult részvénytársaság alapította 1922-ben. Az alapító cégek a következők voltak:
- Magyar Általános Hitelbank,
- Kohner Adolf és Fiai Bankház,
- Fegyver- és Gépgyár Rt.,
- Első Magyar Gyapjúmosó és Bizományi Rt.,
- Magyar Pamutipar Rt.,
- Elbenfelder Textilwerke AG (Elbenferd, Németország),
- Kammgarnspinnerei Stöhr & Co., (Lipcse, Németország),
- Nederlandische Wollen Garen Maatschappij (Amszterdam, Hollandia).

A részvények 50%-a a magyar, 50%-a német–holland csoport tulajdonát képezte. Ezek további három részvénytársaságot hoztak létre, ezek egyike volt a Hazai Fésüsfonó Rt. A másik két részvénytársaság az ingatlant adta ill. az elektromos energiát biztosította az újonnan alapított textilgyárnak. A fonalakat jelentős részben Ausztráliából behozott gyapjúból állították elő. A termékeket főleg a hazai piacon értékesítették, mert a fejlett nyugat-európai országok hasonló termékeivel nem tudták felvenni a versenyt. Az előállítási és értékesítési költségek magasabbak voltak, mint a hasonló német vállalatoknál, csak az alacsony munkabérek biztosították a nyereségességet.
A gyárépületeket Quittner Ervin és Györgyi Dénes tervezte.
1931–1932-ben megvalósították a gyártelep teljes vertikalitását: a gyapjúmosástól a kikészítésig minden technológiai lépcsőt megvalósítottak, beleértve a fésülést, amivel monopolhelyzetet vívtak ki az ország akkori gyapjúiparában. Kezdetben szinte teljesen végben színezett szöveteket gyártottak és hoztak forgalomba, de 1931-ben fonalfestödét is létesítettek, amivel lehetővé vált mintás divatcikkek gyártása is.
A verseny megakadályozása érdekében 1930-ban a HFSZ, a csepeli Magyar Posztógyár és a győri Richards Finomposztógyár kartell megállapodást kötött a gyapjúszövetek ár- és eladási feltételeiről, majd az 1937-ben megújított kartell megállapodásban a termelést is felosztották. Az ún. Fésüsfonal Egyezmény tagjai a HFSZ, a Csepeli Fésüsfonalgyár, a Kistarcsai Fésüsfonógyár, a Kokron József és Fiai Kötszövöttárugyár, az Első Rákospalotai Kötő-szövőgyár és a Soproni Fésüsfonógyár voltak. A megállapodás szerint a tagok nem alapíthattak új belföldi gyárakat és a közösen megállapított áraknál olcsóbban nem hozhatták forgalomba termékeiket. A vevőket csoportokba osztották és kvóták szerint szolgálták ki. A kartell 1947. december 13-ig állt fenn.
1940-től a gyapjúgyárakat kötelezték arra, hogy a tiszta gyapjú mellett másfajta nyersanyagokat is használjanak. Ez oda vezetett, hogy 1942-től még papírfonal feldolgozására is sor került.
A német kézben levő vállalati részvények repatriálásáról 1942-ben kormány szinten is tárgyaltak, de a Hazai Fésüsfonó és Szövőgyár Rt. részvényeit nem lehetett kivenni a német csoport kezéből, így a II. világháborút követően a vállalat vagyonának jelentős részét elvesztette és a potsdami szerződés értelmében a Szovjetunió tulajdonába került. 1953-ban kapta vissza a magyar állam.
Az iparvezetés 1963-ban a Kistarcsai Fésüsfonógyárat, 1973-ban az Első Magyar Gyapjúmosó és Finomposztógyárat olvasztotta be a Hazai Fésüsfonó és Szövőgyárba.
1990–1991-ben a több gyáregységből álló vállalat részvénytársasággá alakult, majd több korlátolt felelősségű társasággá (kft.-vé) bomlott szét. Maga az eredeti Hazai Fésüsfonó és Szövőgyár Rt. 1991-ben felszámolás alá került. Az utódtársaságok, a Woolstar–Hazai Fésüsfonó és Szövőgyár Kft., a Váci Fonó Kft., a Pomázi Fonó- és Szövő Kft. és a Bodajkfil Fonalgyártó és Kereskedelmi Kft., azóta sajnos mind tönkrementek és megszűntek.

## Képtár

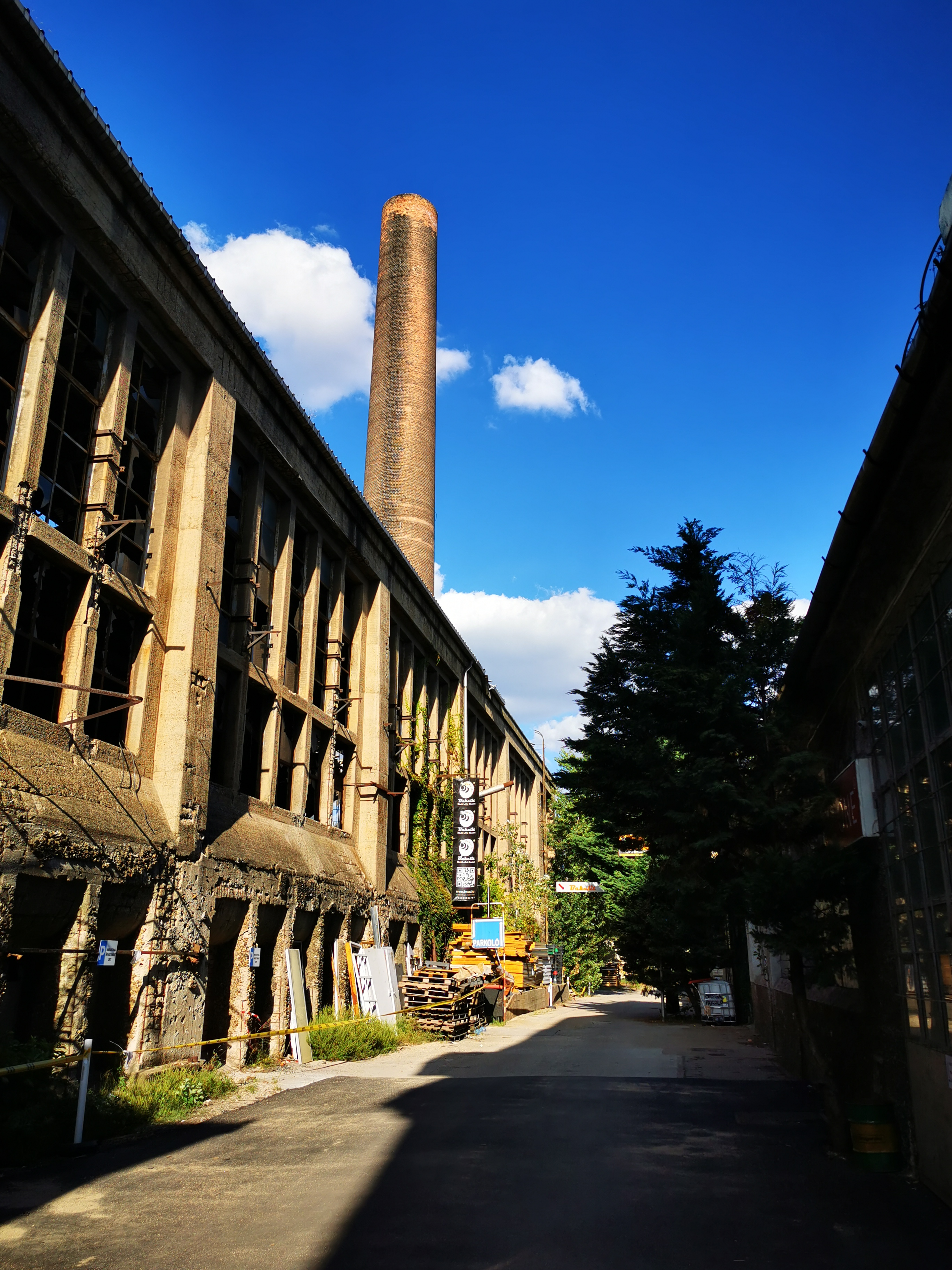
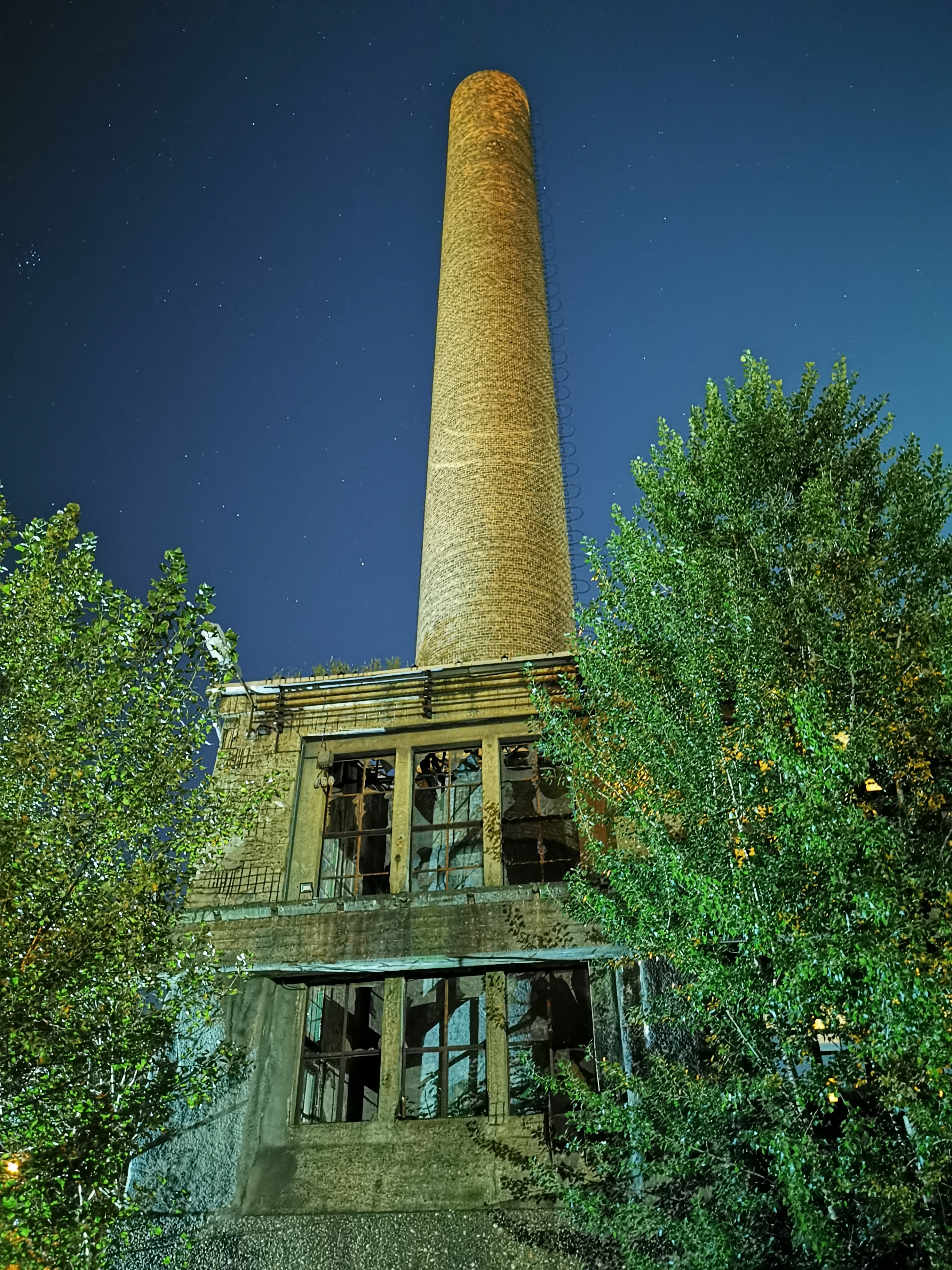
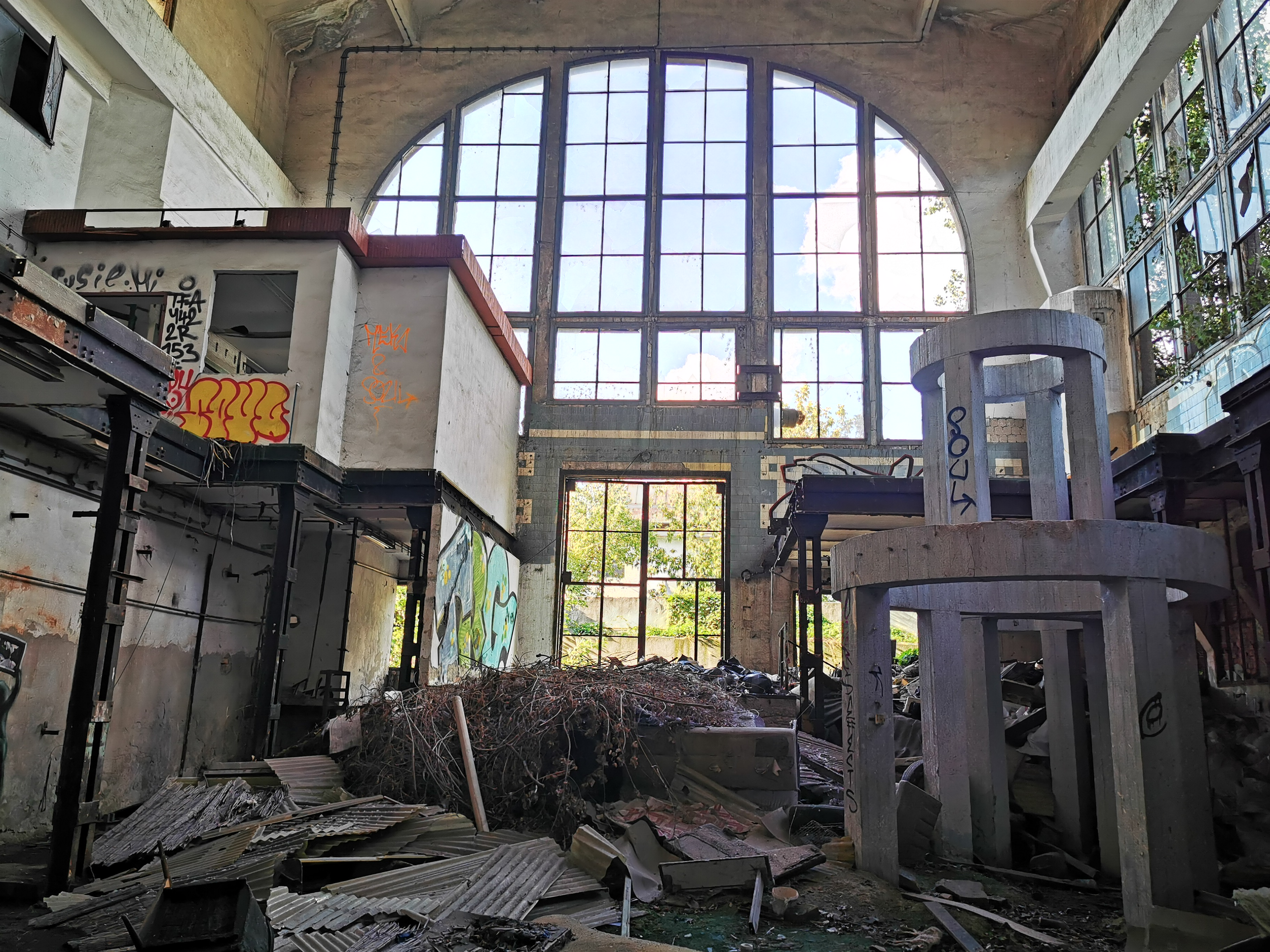
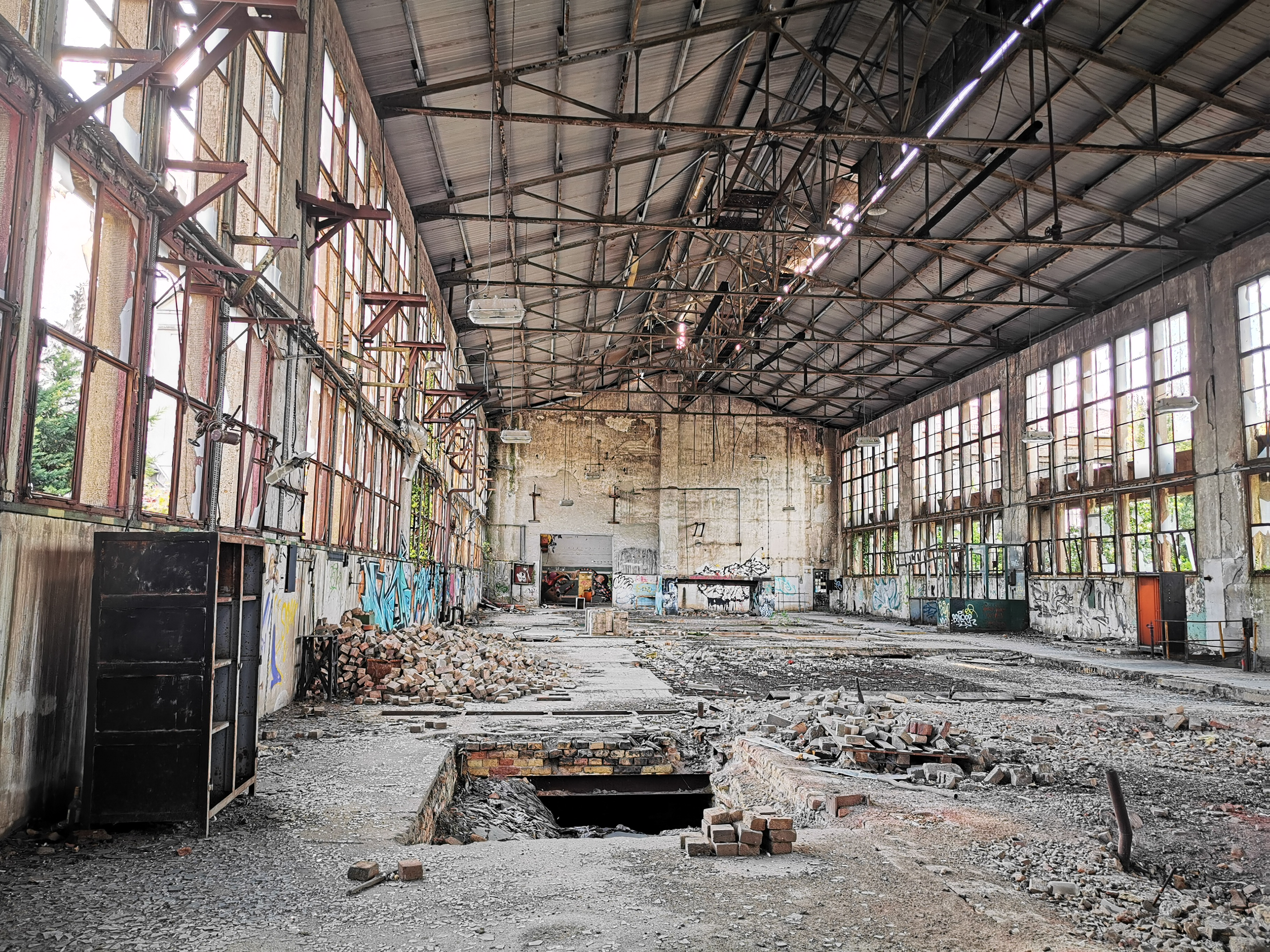
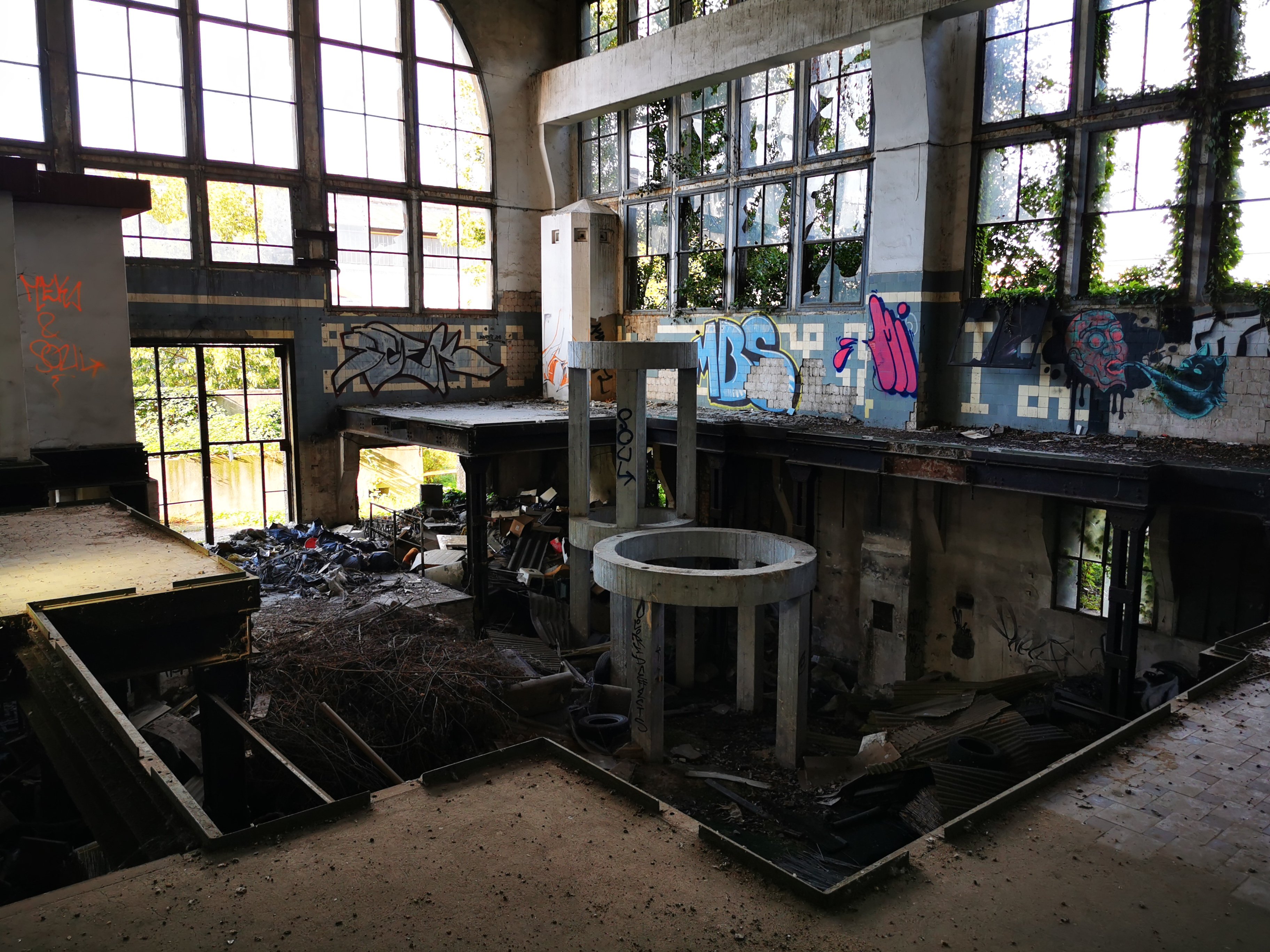
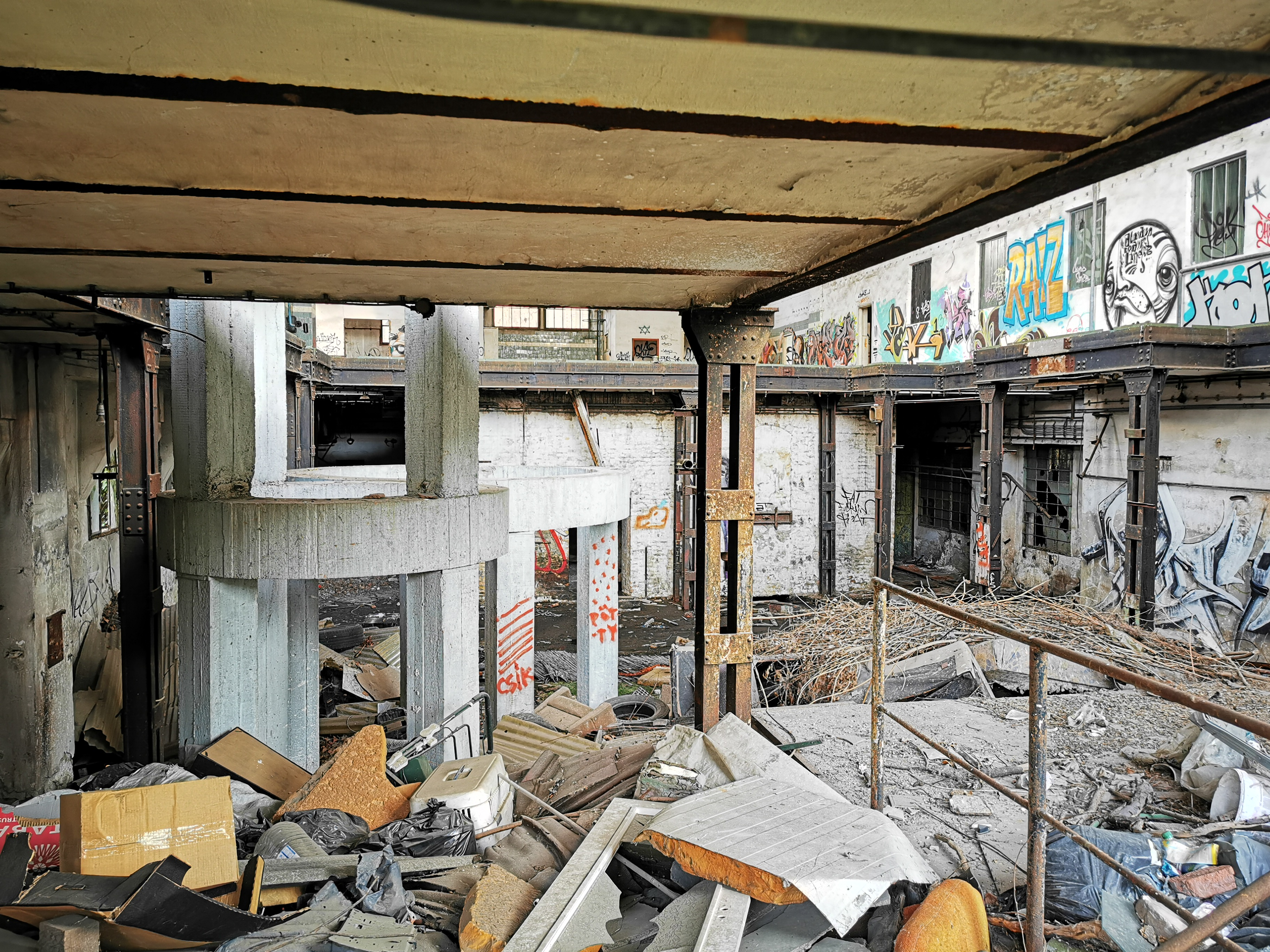
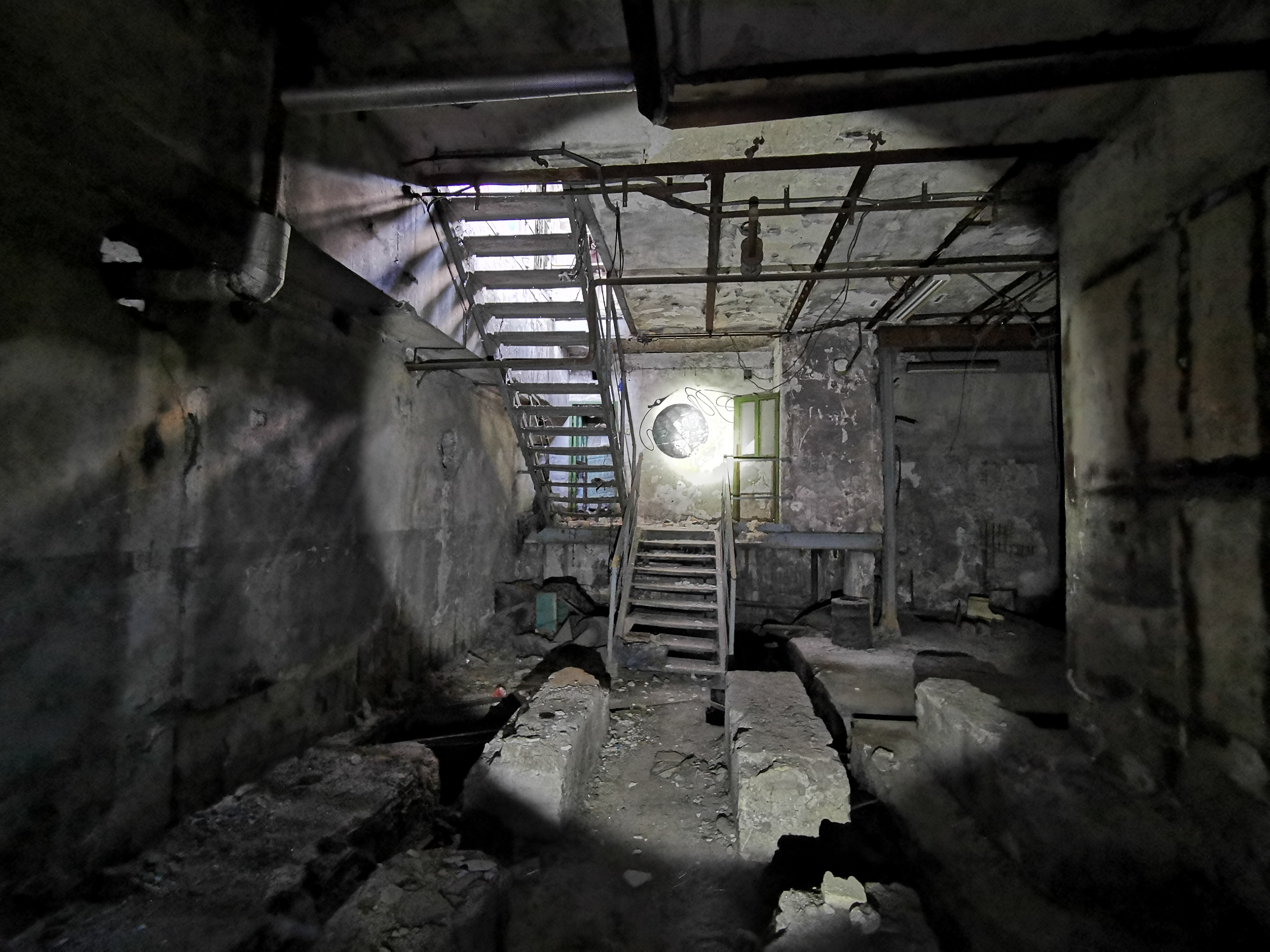

## Forrás
1. ↑  Sipos Antalné: Az államosítás előtt működött textil-, szőrme- és bőripari vállalatok repertóriuma (A Magyar Országos Levéltár segédletei, 14. Budapest, 2004) – Hazai Fésűsfonó és Szövőgyár Rt.. (Hozzáférés: 2021. december 19.)
2. ↑  Művészeti Lexikon. Szerk. Éber László. Budapest: Győző Andor Kiadása. 1926.   (két kötetes, bővített kiadás: 1936) → (reprint kiadás: „Művészeti lexikon A-tól Z-ig” címen, Merényi Könyvkiadó, Budapest, é. n. [1990-es évek], ISBN 963-698-038-1), II. kiadás, 339. o.
3. ↑  Gottdank Tibor: Dinasztiák: Fejér és Dános – sógorok, a nagy magyar építők (epiteszforum.hu, 2020. jún. 9.)

## Egyéb irodalom
- Sári Sándor: Tájékoztató a hazai Fésüsfonó és Szövőgyár főbb adatairól, MTESZ Textilipari Egyesület, Budapest, 1967
- Koroknai Ákos: A Hazai Fésüsfonó- és Szövőgyár Története (1922–1945) In: Tanulmányok Budapest Múltjából 21. (1979)
- Rácz Béla: A Hazai Fésüsfonó- és Szövőgyár története, 1945-1975 In: Tanulmányok Budapest Múltjából 21. (1979)

## Egyéb kapcsolódó hivatkozások
- Hazai Fésűsfonó és Szövőgyár (egykor.hu)
- Szövőgyárból kultúrközpont, avagy a Fésűsfonó története (ferencker.blog.hu, 2016. dec. 15.)
- A magyar textil bölcsője: ennyi maradt az egykori Hazai Fésüsfonógyárból (nlc.hu, 2018. jún. 26.)
- Vintage, greenery vagy más? – 7 rendhagyó budapesti helyszín eljegyzési vagy esküvői fotózáshoz (welovebudapest.com, 2023. máj. 30.)